# EA Sports UFC 2
EA Sports UFC 2 è un videogioco di arti marziali miste sviluppato da EA Canada e pubblicato dalla Electronic Arts per le console PlayStation 4 e Xbox One.
Il gioco possiede la licenza ufficiale della Ultimate Fighting Championship ed è stato pubblicato nel marzo 2016; è il seguito del precedente EA Sports UFC, uscito nel 2014. Gli atleti ritratti in copertina in questa edizione sono Ronda Rousey e Conor McGregor.

## Sviluppo
EA Sports UFC 2 venne annunciato il 10 novembre 2015 dalla Electronic Arts. Poco tempo dopo l'annuncio dell'uscita del gioco, la Electronic Arts dichiarò che Ronda Rousey sarebbe stata sulla copertina del gioco. Inoltre, il risultato di UFC 194 avrebbe determinato il secondo lottatore che sarebbe apparso sulla copertina: Conor McGregor sconfisse José Aldo e divenne quindi il secondo atleta ad apparire sulla copertina di UFC 2.
Il gioco venne pubblicato il 15 marzo 2016 in Nord America e il 17 marzo in Europa. Gli acquirenti che avevano prenotato una copia del videogioco ricevettero ulteriori quattro lottatori da utilizzare: Bas Rutten, Kazushi Sakuraba e due versioni diverse di Mike Tyson.; in aggiunta, Bruce Lee, già presente nel precedente capitolo, ritorna come personaggio speciale sbloccabile.
La casa sviluppatrice EA Canada aveva ricevuto qualche appunto da quanti avevano giocato al primo EA Sports UFC, perché il sistema delle prese a terra era considerato troppo complicato e non erano presenti abbastanza modalità di gioco; di conseguenza, gli sviluppatori decisero di semplificare il sistema delle prese e aggiungere cinque nuove modalità di gioco. 
Secondo Brian Hayes, il direttore creativo del gruppo di sviluppatori, avere una buona grafica è molto importante in un videogioco: per questo sono stati compiuti ulteriori sforzi per migliorare gli effetti luce, l'animazione, e il sistema di rendering. 
La modalità "KO" è stata introdotta per i giocatori che vogliono divertirsi a giocare sporadicamente al gioco senza dover passare troppo tempo ad imparare le mosse e le tecniche di difesa.

## Lottatori
La rosa finale di lottatori è costituita di oltre 250 atleti ufficiali della UFC (esclusi i DLC successivi). Gli acquirenti in prenotazione del gioco avranno inoltre tre lottatori addizionali: Bas Rutten, Kazushi Sakuraba e Mike Tyson.
| Divisione maschile | Divisione femminile | DLC - Pre-Order Bonus                                          |
| --- | --- | -------------------------------------------------------------- |
| - Fabrício Werdum - Cain Velásquez - Ben Rothwell - Andrei Arlovski - Mirko Cro Cop - Jon Jones - Pat Barry - Josh Barnett - Travis Browne - Mark Coleman - Daniel Cormier - Júnior dos Santos - Todd Duffee - Gabriel Gonzaga - Mark Hunt - Shawn Jordan - Derrick Lewis - Ruslan Magomedov - Stipe Miočić - Frank Mir - Matt Mitrione - Roy Nelson - Minotauro Nogueira - Antônio "Bigfoot" Silva - Alexey Oleynik - Alistair Overeem - Jared Rosholt - Kazushi Sakuraba - Stefan Struve - Chuck Liddell - Rampage Jackson - Anthony Johnson - Ildemar Alcântara - Corey Anderson - Ryan Bader - Vítor Belfort - Michael Bisping - Jan Błachowicz - Rafael Cavalcante - Patrick Cummins - Rashad Evans - Forrest Griffin - Alexander Gustafsson - Dan Henderson - Ilir Latifi - Lyoto Machida - Jimi Manuwa - Gegard Mousasi - Fabio Maldonado - Shogun Rua - Ovince Saint Preux - Anderson Silva - Chael Sonnen - Glover Teixeira - Gian Villante - Chris Weidman - Luke Rockhold - Georges St-Pierre - Jacaré Souza - Sam Alvey - Tim Boetsch - Derek Brunson - Roan Carneiro - Nick Diaz - CB Dollaway - Cézar Ferreira - Kelvin Gastelum - Royce Gracie - Uriah Hall - Tim Kennedy - Robbie Lawler - Thales Leites - Rory MacDonald - Demian Maia - Nate Marquardt - Mark Muñoz - José Aldo - Rafael Natal - Costas Philippou - Yoel Romero - Josh Samman - Brad Tavares - Elias Theodorou - Robert Whittaker - Carlos Condit - Tyron Woodley - Stephen Thompson - CM Punk - Nate Diaz - Omari Akhmedov - Thiago Alves - Matt Brown - Patrick Côté - Jake Ellenberger - Benson Henderson - Johnny Hendricks - Martin Kampmann - Dong Hyum Kim - Pascal Krauss - Ryan Laflare - Lorenz Larkin - Bruce Lee* - Hyun Gyu Lim - Hector Lombard - Neil Magny - Jorge Masvidal - Conor McGregor - Tim Means - Jordan Mein - Augusto Montano - Gunnar Nelson - B.J. Penn - Mike Pyle - Kenny Robertson - Tarec Saffiedine - Ben Saunders - Erick Silva - Rick Story - Brandon Thatch - Albert Tumenov - Rafael dos Anjos - Khabib Nurmagomedov - Anthony Pettis - Donald Cerrone - Tony Ferguson - José Aldo - Olivier Aubin-Mercier - Edson Barbosa - Gilbert Burns - Michael Chiesa - Beneil Dariush - Joe Duffy - Frankie Edgar - Paul Felder - Takanori Gomi - T.J. Grant - Bobby Green - Clay Guida - Al Iaquinta - Michael Johnson - Chan Sung-Jung - Rustam Khabilov - Joe Lauzon - Gray Maynard - Yancy Medeiros - Gilbert Melendez - Jim Miller - Sage Northcutt - Norman Parke - Ross Pearson - Dustin Poirier - Diego Sanchez - Leonardo Santos - James Vick - Max Holloway - Chad Mendes - Charles Oliveira - Makwan Amirkhani - Mirsad Bektić - Dennis Bermudez - Diego Brandão - Dooho Choi - Clay Collard - Dominick Cruz - Hacran Dias - TJ Dillashaw - Darren Elkins - Urijah Faber - Daniel Hooker - Myles Jury - Tatsuya Kawajiri - Ricardo Lamas - Nik Lentz - Brian Ortega - Yahir Rodriguez - Dennis Siver - Jeremy Stephens - Cub Swanson - Thiago Tavares - Cody Garbrandt - Aljamain Sterling - Thomas Almeida - Eddie Alvarez - Renan Barão - Raphael Assunção - Alex Caceres - Bryan Caraway - John Dodson - Johnny Eduardo - Mitch Gagnon - Manvel Gamburyan - Demetrious Johnson - Scott Jorgensen - John Lineker - Takeya Mizugaki - Brad Pickett - Francisco Rivera - Joe Soto - Eddie Wineland - Joseph Benavidez - Henry Cejudo - Justin Scoggins - Kyoji Horiguchi - Ian McCall - Paddy Holohan - Ali Bagautinov - Chris Beal - Ray Borg - Chico Camus - Chris Cariaso - Jussier Formiga - Zach Makowsky - John Moraga - Dustin Ortiz - Wilson Reis - Louis Smolka | - Ronda Rousey - Joanna Jędrzejczyk - Cláudia Gadelha - Rose Namajunas - Paige Vanzant - Michelle Waterson - Tecia Torres - Carla Esparza - Joanne Calderwood - Jessica Aguilar - Alexandra Albu - Alex Chambers - Heather Jo Clark - Kailin Curran - Aisling Daly - Seo Hee Ham - Felice Herrig - Karolina Kowalkiewicz - Valerie Letourneau - Juliana Lima - Randa Markos - Maryna Moroz - Jessica Penne - Bec Rawlings - Holly Holm - Miesha Tate - Julianna Peña - Cat Zingano - Bethe Correia - Germaine De Randamie - Jéssica Andrade - Cris Cyborg - Liz Carmouche - Alexis Davis - Ashlee Evans-Smith - Jessica Eye - Lauren Murphy - Raquel Pennington - Elizabeth Phillips - Marion Reneau - Sara McMann - Sarah Kaufman - Valentina Shevchenko - Leslie Smith | - Mike Tyson* (due versioni) - Bas Rutten* - Kazushi Sakuraba* |

(*) = Personaggio sbloccabile